# Brasserie d'Oc
La Brasserie d'Oc è stata un'industria della birra artigianale con sede a Mèze nel dipartimento di Hérault, non più in attività dal 2017. Produceva diverse birre senza conservanti, non filtrate e non pastorizzate.

## Le marche prodotte

### La Pesca
La Pesca è una birra bionda con il gusto forte di luppolo con aromi di agrumi, contiene il 5% di Alcool (vol). Prodotta in bottiglie da 33cl e da 75 cl, ideale servilrla con una temperatura dagli 8 ai 10 °C.

### La Pavoa
La Pavoa è una birra chiara di tipo belga alle cinque spezie. Birra molto dolce senza amarezza. Si consuma su qualsiasi prodotto del mare, contiene il 5% di Alcool (vol). Prodotta in bottiglie da 33cl e da 75 cl, ideale servirla con una temperatura dagli 8 ai 10 °C.

### L'Occita
L'Occita è una birra ambrata di tipo Real Ale inglese. Ideale su formaggi e come digestivo, contiene il 5,5% di Alcool (vol). Prodotta in bottiglie da 33cl e da 75 cl, ideale servilrla con una temperatura dai 10 ai 12 °C.

### La Mouska
La Mouska è una birra chiara al moscatello di Frontignant ideale su fegato grasso ed in cucina, con lo zuccherato ed il salato, contiene il 5,5% di Alcool (vol). Prodotta in bottiglie da 33cl e da 75 cl, ideale servilrla con una temperatura dagli 8 ai 10 °C.

### Via Domitia
Via Domitia è una birra chiara di fermentazione bassa di tipo Pils, contiene il 5,2% di Alcool (vol). Prodotta in fusti da 20lt e in bottiglie decorate da 2 lt, ideale servilrla con una temperatura dagli 8 ai 10 °C..